# Benazir Bhutto
Benazir Bhutto (en urdu: بینظیر بھٹو, IPA: [beːnəziːɾ bɦʊʈːoː]; en sindhi: بينظير ڀٽو; Karachi, Pakistán, 21 de junio de 1953-Rawalpindi, 27 de diciembre de 2007) fue una política pakistaní socialdemócrata y laica que dirigió el Partido Popular de Pakistán (Urdu: پاکستان پیپلز پارٹی) o PPP, un partido político de centroizquierda afiliado a la Internacional Socialista.
Fue la primera mujer que ocupó el cargo de primer ministro de un país musulmán y dirigió Pakistán en dos ocasiones entre los años 1988-90 y 1993-96. En su primer mandato fue destituida de su cargo veinte meses después de su toma de posesión por orden del entonces presidente Ghulam Ishaq Khan, bajo cargos de corrupción. En 1993 fue reelegida, pero en 1996 fue destituida de su cargo bajo la misma acusación, esta vez por el presidente Farooq Leghari.
Bhutto se autoexilió en Dubái en 1999, donde permaneció hasta su regreso a Pakistán el 18 de octubre de 2007, después de un acuerdo con el presidente de ese entonces, Pervez Musharraf, quien le garantizó su amnistía eliminando todos los cargos de corrupción.
Benazir era la hija mayor del expresidente y ex primer ministro Zulfikar Ali Bhutto, un pakistaní de ascendencia sindhi y de Nusrat Bhutto, una pakistaní de ascendencia kurdo-iraní. Su abuelo paterno fue Sir Shah Nawaz Bhutto, quien viajó a Larkana Sindh antes de la partición desde su ciudad natal Bhatto Kalan, la cual está situada en el estado hindú de Haryana.
Bhutto fue asesinada el 27 de diciembre de 2007, después de una manifestación del PPP en la ciudad pakistaní de Rawalpindi, dos semanas antes de la fecha de elecciones donde lideraba la candidatura de la oposición. Su hijo Bilawal Bhutto le sucedió como líder del PPP.

## Biografía
Benazir Bhutto nació en Karachi, Pakistán, que entonces perteneció al Dominio de Pakistán, el 21 de junio de 1953, en el seno de la aristocrática familia Bhutto. Asistió a la Escuela de Enfermería Lady Jennings y al Convento de Jesús y María en Karachi. Luego completó su Nivel A en la Escuela de Gramática de Karachi.
Después de su educación primaria en Pakistán, realizó sus estudios superiores en los Estados Unidos y el Reino Unido. Recibió un bachiller universitario en letras de la Universidad de Harvard en 1973. Fue elegida Phi Beta Kappa.
Sus estudios posteriores tuvieron lugar en el Reino Unido. Entre 1973 y 1977, Bhutto estudió Filosofía, Ciencias Políticas y Economía en la Universidad de Oxford, recibiendo otro bachiller universitario en letras en 1976. Así mismo, completó allí un máster en Derecho Internacional. En diciembre de 1976 fue elegida presidenta del Oxford Union, siendo la primera mujer asiática en liderar esta prestigiosa asociación de debate.
Después de su regreso a su país en 1977, su padre fue derrocado por un golpe militar y ejecutado en septiembre de 1979. Ella comenzó a sufrir numerosas persecuciones por parte del dictador Mohamed Zia ul-Haq, su lucha política representando al Partido Popular de Pakistán (PPP) la llevó a la cárcel en numerosas ocasiones. Estuvo cinco años y medio entre rejas, y en abril de 1984 regresó a Londres. 
A finales de 1985 aprovechó el levantamiento de la ley marcial para volver a Pakistán. En 1987, al celebrarse el décimo aniversario del derrocamiento de su padre, volvió a ser arrestada; pero esta vez el Partido Popular de Pakistán (PPP) impuso al dictador la fijación de fecha para la celebración de elecciones democráticas. En agosto de 1988, la muerte del hombre fuerte de Pakistán, Muhammad Zia-ul-Haq, en un accidente aéreo facilitó la realización de los comicios, en los cuales, además del PPP, participaba la Alianza Islámica Democrática, progubernamental.
El 18 de diciembre de 1987 se casó con Asif Ali Zardari en Karachi. La pareja tuvo tres hijos: Bilawal, Bakhtwar y Aseefa.

## Primera ministra
Bhutto, quien había retornado a Pakistán después de completar sus estudios, fue sentenciada a un arresto domiciliario junto al arresto de su padre y su posterior ejecución. Ella se convirtió en una líder en el exilio después de su regreso al Reino Unido, reemplazando a su madre como líder del PPP y la oposición prodemocrática al régimen de Ziaul-Haq.
En las que fueron las primeras elecciones democráticas en Pakistán en más de una década, el 16 de noviembre de 1988, el PPP de Bhutto ganó la mayoría de los escaños en la Asamblea Nacional. El 2 de diciembre de 1988, tras la victoria de su partido, de tendencia socialdemócrata, fue elegida primera ministra de su país, pasando a ser la primera mujer —y el mandatario más joven a la edad de treinta y cinco años— en conducir los designios de un país musulmán. Ese mismo año, la revista "People" incluyó a Benazir Bhutto en su lista de las "50 personalidades más bellas". En 1989 recibió el Premio por la Libertad de la Internacional Liberal. 
En agosto de 1990 fue destituida por el presidente de la República Ghulam Ishaq Khan, bajo acusaciones de corrupción y violación de la Constitución. El protegido de Zia, Nawaz Sharif, la sucedió en el poder.
En las elecciones celebradas en octubre de 1993 el PPP ganó por mayoría simple, y Bhutto se convirtió otra vez en jefa de un Gobierno en coalición. Bajo nuevas acusaciones de corrupción, de mala gestión económica, y de deterioro de la seguridad pública, su Gobierno fue derrocado en noviembre de 1996 por el presidente Farooq Leghari.
En 2006, la Interpol lanzó una solicitud de arresto de Bhutto y su esposo.
Las críticas en contra de Bhutto venían principalmente de las élites Punjabi y familias poderosas de terratenientes, quienes se oponían a Bhutto y sus reformas nacionalistas opuestas al feudalismo, que consideraban la causa de la desestabilización de Pakistán.[cita requerida]

### Políticas hacia la mujer
Durante las campañas electorales, el partido de Bhutto manifestó su preocupación por asuntos sociales y de salud de las mujeres. Bhutto anunció planes para establecer comisarías de policía, bancos, juzgados y programas de desarrollo destinados a las mujeres de Pakistán. Pese a estas promesas, una vez en el poder Bhutto no propuso ninguna legislación concreta para mejorar las condiciones de vida de las mujeres o los servicios que el Estado les podía brindar. Durante los comicios, Bhutto prometió la abolición de leyes controvertidas (como las órdenes Hudood y Zina) que coartaban los derechos de las mujeres en Pakistán. Su partido nunca pudo llevar a cabo estas promesas durante sus periodos como primera ministra, debido a la gran presión ejercida por los partidos de la oposición.
Su partido promovió reformas legislativas para abolir la orden Zina solo durante el régimen del General Musharraf. Estos esfuerzos fueron en vano, debido a que los partidos religiosos de derecha dominaban el Parlamento en ese momento.

### Políticas hacia los talibanes
Los talibanes tomaron el poder en Kabul en septiembre de 1996. Durante el gobierno de Bhutto fue uno de los momentos en que los talibanes adquirieron mayor influencia en su carrera hacia el poder en Afganistán. Bhutto veía a este grupo político-religioso como un movimiento capaz de estabilizar Afganistán y que permitiría el acceso comercial a las repúblicas del Asia Central, de acuerdo con el autor Stephen Coll. Coll sostiene que el gobierno de Bhutto brindó apoyo militar y financiero a los talibanes, enviando algunas unidades del ejército pakistaní al país vecino. A pesar de este apoyo inicial y quizá para conseguir el apoyo de Estados Unidos en su pugna por volver a la presidencia de Pakistán, Bhutto se distanció de los talibanes, condenando los actos terroristas cometidos por grupos islámicos como Al Qaeda.

### Exilio
Después de haber sido sustituida como presidenta de Pakistán entre acusaciones de corrupción, su partido perdió las elecciones de octubre. Ejerció como líder de la oposición mientras Nawaz Sharif era primer ministro durante los siguientes tres años. En octubre de 1993 se convocaron nuevas elecciones, la coalición del PPP ganó, y Bhutto volvió a su cargo. En 1996 su gobierno fue otra vez destituido y volvió a ser acusada de corrupción.

## Acusaciones de corrupción
Documentos franceses, polacos, españoles y suizos apoyaban las acusaciones de corrupción en contra de Bhutto y su esposo. Los dos hubieron de hacer frente a un buen número de procedimientos legales, incluyendo los cargos por lavado de dinero a través de bancos suizos. Su esposo, Asif Ali Zardari pasó ocho años en prisión condenado por cargos similares de corrupción. Zardari, liberado en 2004, denunció torturas en prisión, lo que posteriormente fue corroborado por grupos en defensa de los derechos humanos.
Un informe del New York Times indica que investigadores pakistaníes tienen documentos que mostraban una red de cuentas bancarias, todas vinculadas al abogado de la familia en Suiza, con Asif Zardari como el principal usuario. De acuerdo con el artículo, algunos documentos originados por autoridades francesas indicaban que Zardari ofreció derechos exclusivos a Dassault, una empresa francesa de fabricación de aeronaves, para reemplazar la fuerza aérea a cambio de una comisión del 5 % para ser pagada a una compañía suiza controlada por Zardari. El artículo también dice que una compañía de Dubái recibió una licencia exclusiva para importar oro en Pakistán para la cual Asif Zardari recibía pagos de más de $10 millones en sus cuentas de Citibank en Dubái. El propietario de la compañía negó haber hecho pagos a Zardari y reclamó que los documentos fueron alterados.
Según Bhutto los cargos contra ella y su marido eran de naturaleza puramente política: "La mayoría de estos documentos están alterados...", "... las historias que han estado circulando son absolutamente erróneas", afirmó. El informe de un Auditor General de Pakistán (AGP) sostuvo lo dicho por Bhutto. El reporte del AGP dice que Khan pagó ilegalmente hasta 28 millones de rupias en asesores legales para archivar 19 casos de corrupción en contra de Bhutto y su esposo de 1990 a 1992.
Escribió varios libros. En 1978 publicó Foreign Policy in Perspective ("Política exterior en perspectiva") y en 1989 su autobiografía Daughter of Destiny ("Hija del destino").
En 1988 recibió el premio Bruno Kreisky de Derechos Humanos y en 1989 el Premio Honorario Phi Beta Kappa Award de Radcliffe. 
La reforma constitucional de 2002 prohíbe que un primer ministro ocupe el cargo dos legislaturas. Esto impedía a Bhutto volver a acceder al cargo, al igual que al ex primer ministro Nawaz Sharif.

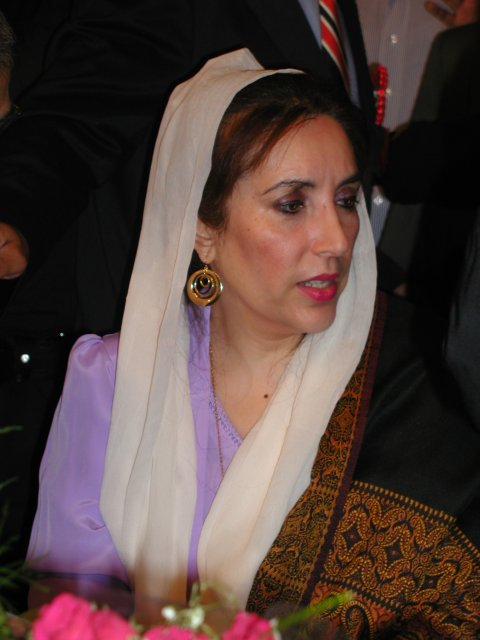
Fotografiada en 2004

Bhutto abandonó Pakistán ante la amenaza de una investigación judicial por corrupción poco después de que el general Pervez Musharraf, también jefe del ejército, tomara el poder en un golpe de Estado en 1999. Hasta 2007, Bhutto vivió en Dubái, Emiratos Árabes Unidos, desde donde mantuvo contactos con el PPP y sus seguidores. Continuamente viajaba al extranjero para dar conferencias.

## Muerte

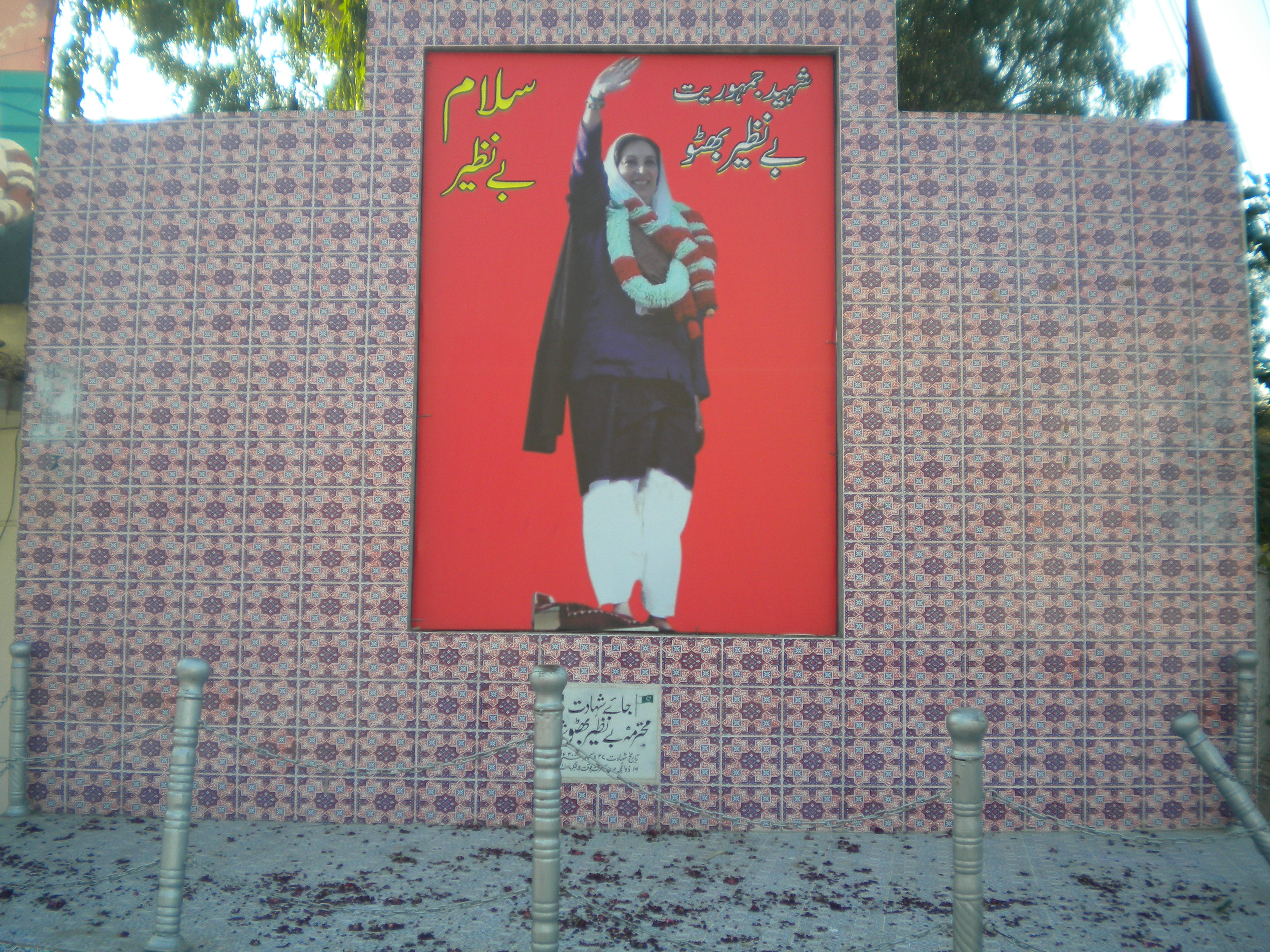
Memorial de Benazir Bhutto en el lugar en el que falleció

El 18 de octubre de 2007, la ex primera ministra pakistaní retornó a Karachi, después de ocho años de exilio en Dubái y Londres. Su regreso a Pakistán estuvo enmarcado en un acuerdo con el entonces presidente Pervez Musharraf, quien promulgó una ordenanza que anulaba los casos de corrupción abiertos en su contra. Ese pacto se concluyó antes de las elecciones presidenciales del 6 de octubre de 2007, en las cuales Pervez Musharraf obtuvo la mayoría.
El mismo día de su regreso a Pakistán, la comitiva que acompañaba a Bhutto sufrió una serie de atentados en Karachi, y murieron al menos 139 personas y más de 400 resultaron heridas.
Bhutto temía más ataques por parte de Al Qaeda y los talibán. La ex primera ministra pakistaní continuaba muy descontenta ante la política dictatorial de Musharraf, y esperaba ganar las elecciones para establecer una democracia en Pakistán. Pudo volver gracias a la mediación de Estados Unidos y Gran Bretaña con el presidente pakistaní, liderazgo que se puso en entredicho por la llegada de Bhutto; precisamente esta asociación con los países mencionados encendieron la mecha de grupos ultraislámicos como Al-Qaeda.
No se hicieron esperar las duras críticas de Bhutto a la declaración del presidente Pervez de suspender al presidente del Tribunal Superior de Justicia y la abolición de las garantías individuales el 4 de noviembre de 2007. La ex primera ministra llamó a las protestas generalizadas, encabezadas por el Partido Popular Pakistaní (PPP).
Sin embargo, sufrió otro atentado el 27 de diciembre de 2007 en el que falleció, solo setenta días después de la llegada al país. Inicialmente se pensó que fue directamente por un ataque suicida con armas de fuego durante una manifestación política del Partido Popular de Pakistán en Rawalpindi. Testigos del asesinato dijeron que Bhutto se había levantado a través del techo corredizo del Toyota Land Cruiser blindado blanco que la transportaba minutos después de terminada la manifestación para saludar a sus seguidores. Una primera información decía que un hombre en una motocicleta disparó contra ella y la hirió en el cuello haciendo que cayera dentro del vehículo. Después de esto, el asaltante detonó un explosivo que causó su muerte, la de veintidós personas más, y varios heridos. Bhutto fue llevada al Hospital General de Rawalpindi, donde murió a las 18:16. De acuerdo con el Ministerio del Interior pakistaní, el tiro en el cuello fue la causa de la muerte; sin embargo desde el Gobierno se dijo luego que no había heridas de bala, y que se encontró una fatal herida en el cráneo producida al caer, impulsada por la onda expansiva, sobre una palanca del vehículo que la transportaba, y que esa fue la verdadera causa de su muerte. Su familia no autorizó la autopsia.